# EMI
EMI (англ. Electric and Music Industries) — колишня британська медіагрупа зі штаб-квартирою в Лондоні, Англія. У 2000 роки EMI входила до так званої «Великої четвірки» найбільших звукозаписних компаній світу. 2012 року EMI Group було продано конкурентам: підрозділ звукозапису увійшов до складу американської корпорації Universal, а бізнес по видавництву музики викупила компанія Sony.

## Історія
EMI заснована у березні 1931 року в результаті злиття компаній Columbia Graphophone Company і Gramophone Company, які на двох контролювали половину британського ринку музичних записів. До складу новоствореної компанії увійшли британські лейбли HMV (His Master's Voice) та Columbia, німецькі Parlophone та Electrola, французький Pathé, а також відділення в Китаї та Індії. Протягом 1930-х років EMI відкрили відому студію звукозапису Abbey Road в Лондоні, продовжували працювати над винаходами в області стереозапису, а також підписали угоду з американськими компаніями RCA та CBS на розповсюдження їхніх записів за межами США.
В 1950-ті роки EMI очолив сер Джозеф Локвуд, що залишався на цій посаді протягом наступних двадцяти років. Під його керівництвом EMI стала найбільш успішною музичною компанією Великої Британії. 1955 року EMI придбали американський лейбл Capitol Records, одержавши ліцензування на випуск американської музики. Поступово EMI скупили також багато лейблів у країнах Британської Співдружності, Індії, Австралії і Нової Зеландії, а також заснували власний лейбл звукозапису EMI Records.
1979 року EMI викупила британська електротехнічна компанія Thorn. В результаті було створено об'єднану компанію Thorn EMI. Серед найгучніших придбань EMI в складі Thorn — лейбли Chrysalis Records (1991) та Virgin Records (1992). Проте 1996 року батьківська компанія Thorn EMI знову розділилася на дві — EMI Group pls та Thorn pls.
На початку 2000-х років EMI Music входила до п'ятірки найбільших звукозаписувальних компаній світу, володіючи лейблами EMI, Parlophone, Harvest, Chrysalis, Capitol, Angel, EMI Classics, HMV, Blue Note, Liberty, United Artists, Virgin, Innocent, Hut, а також видавничою компанією EMI Music Publishing.
2007 року EMI придбав приватний інвестиційний фонд Terra Firma Capital за 8 млрд доларів. Terra Firma не змогли виконати кредитні зобов'язання, після чого звинуватили представників американського банку Citigroup в шахрайстві, але програли судовий позов. В результаті 2011 року EMI Group стала власністю Citygroup і було оголошено тендер на продаж медіагрупи: окремо на підрозділ звукозапису, і окремо на видавницький підрозділ із каталогом в 1,4 млн пісень. Головними фаворитами вважалися Warner Music Group та консорціум KKR та Bertelsmann, але запропонована ними ціна не влаштувала Citygroup. Новими власниками EMI Music Group стали Universal, що придбали підрозділ звукозапису за 1,9 млрд доларів, та Sony, які заплатили за бізнес по видавництву 2,2 млрд. Продаж EMI Group призвела до того, що «велика четвірка лейблів звукозапису» перетворилася на «велику трійку»: Sony, Universal та Warner.